# Montalbán de Córdoba
Montalbán de Córdoba ist eine Gemeinde mit 4.435 Einwohnern (Stand: 2024) in der Provinz Córdoba in Andalusien.

## Geographie
Die Gemeinde grenzt an Aguilar de la Frontera, Montilla, La Rambla und Santaella.

## Geschichte
Das Gebiet der Gemeinde stellte während der Maurenzeit die Grenze zwischen den Coras (Provinzen) von Córdoba und Cabra dar. Dieses Gebiet wurde im 13. Jahrhundert von Ferdinand III. für die Christen erobert und ging danach in den Besitz verschiedener Feudalherren über.

## Sehenswürdigkeiten
- Kirche Jesús del Calvario

## Persönlichkeiten
- Antonio Blanco (* 2000), Fußballspieler